# Enicospilus evadne
Enicospilus evadne là một loài tò vò trong họ Ichneumonidae.